# Thurmansbang

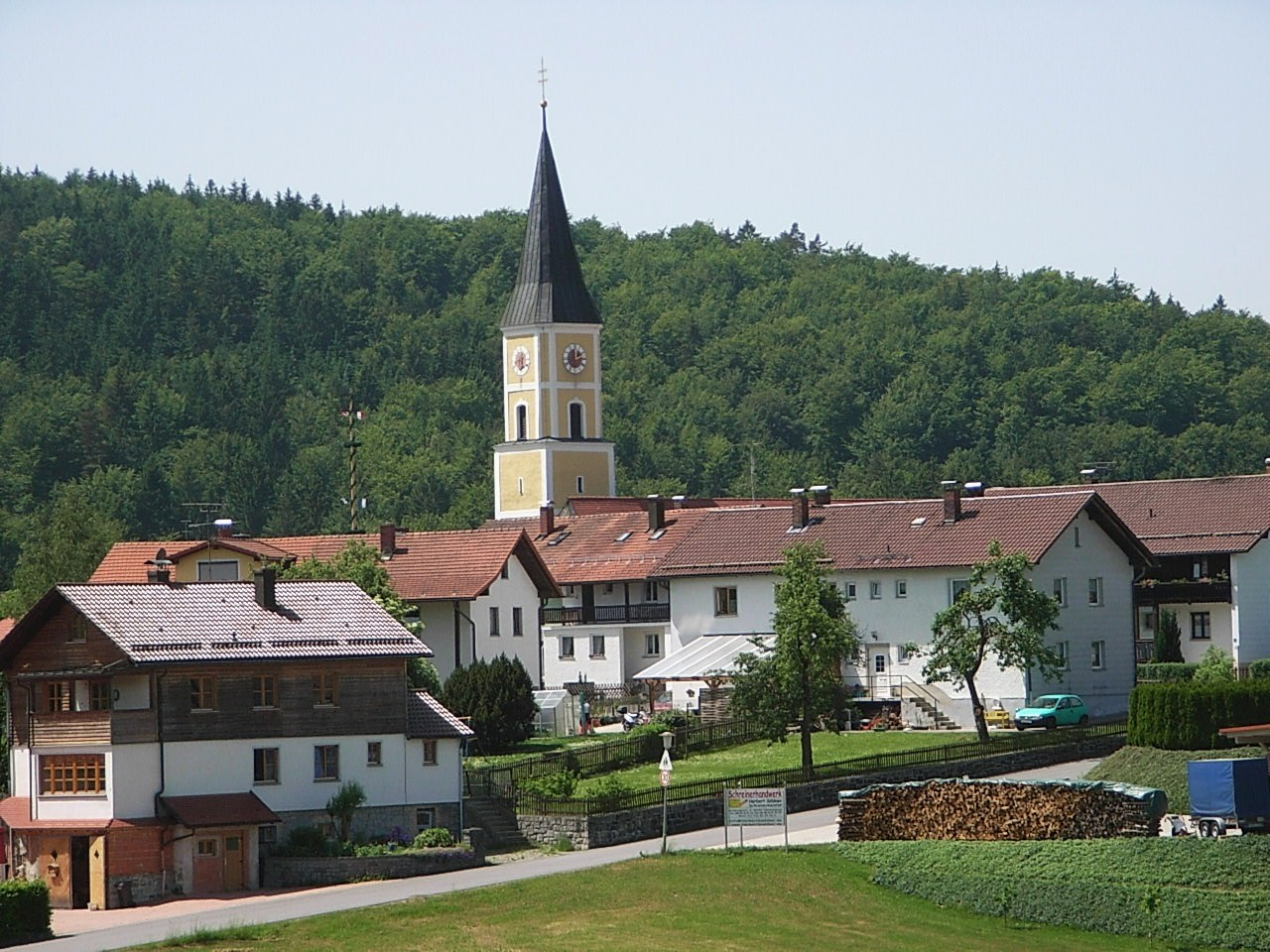
Blick auf Thurmansbang

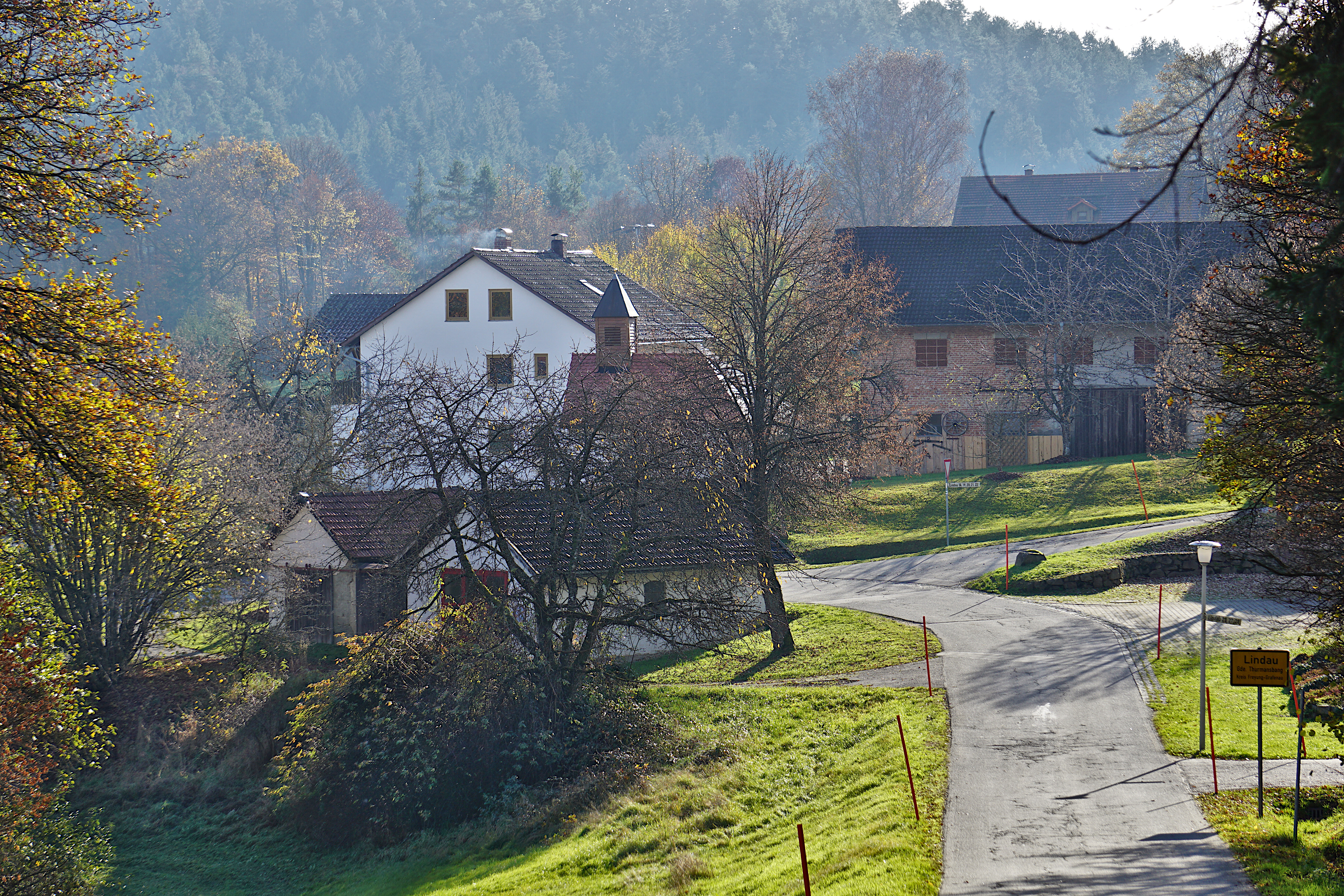
Ortsteil Lindau

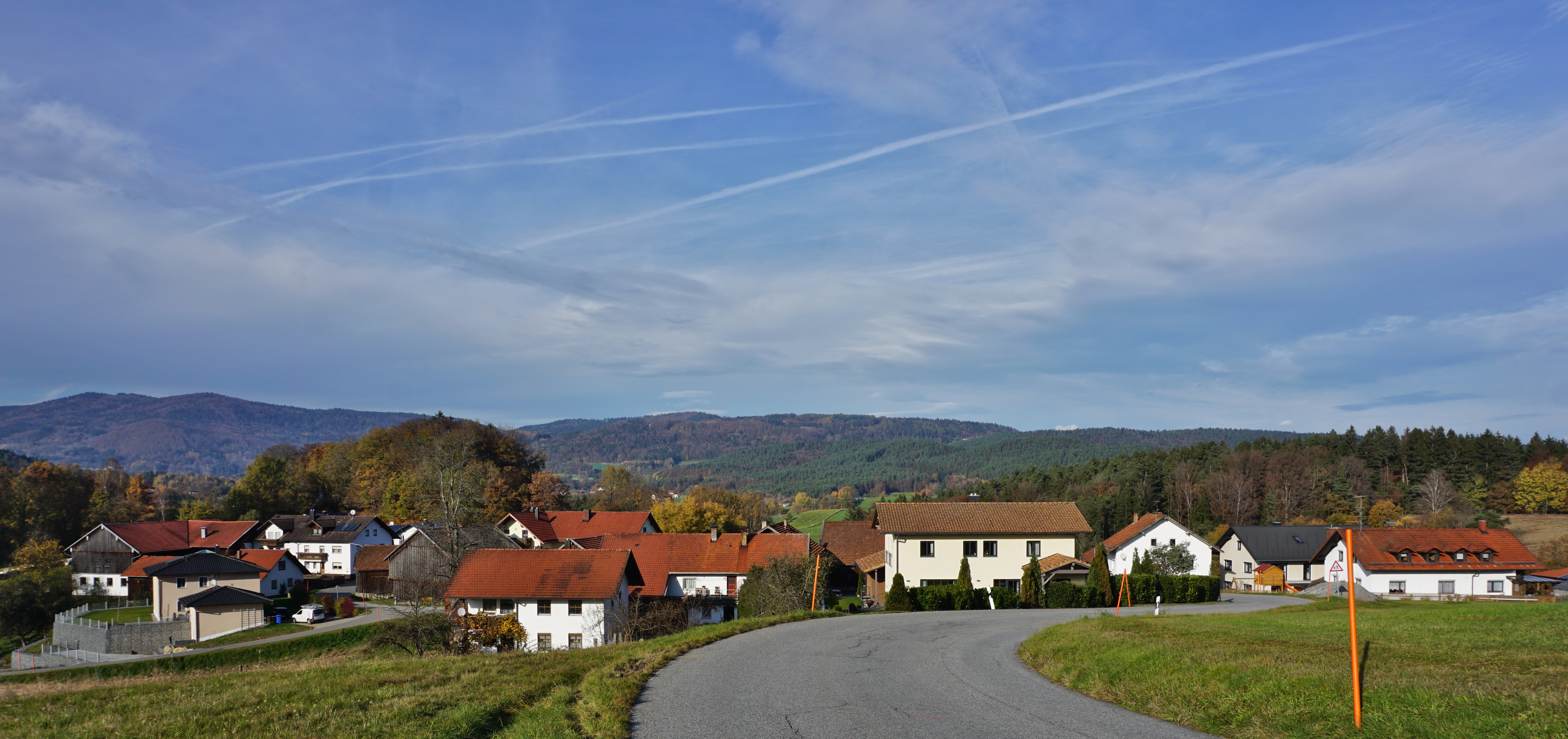
Ortsteil Gingharting

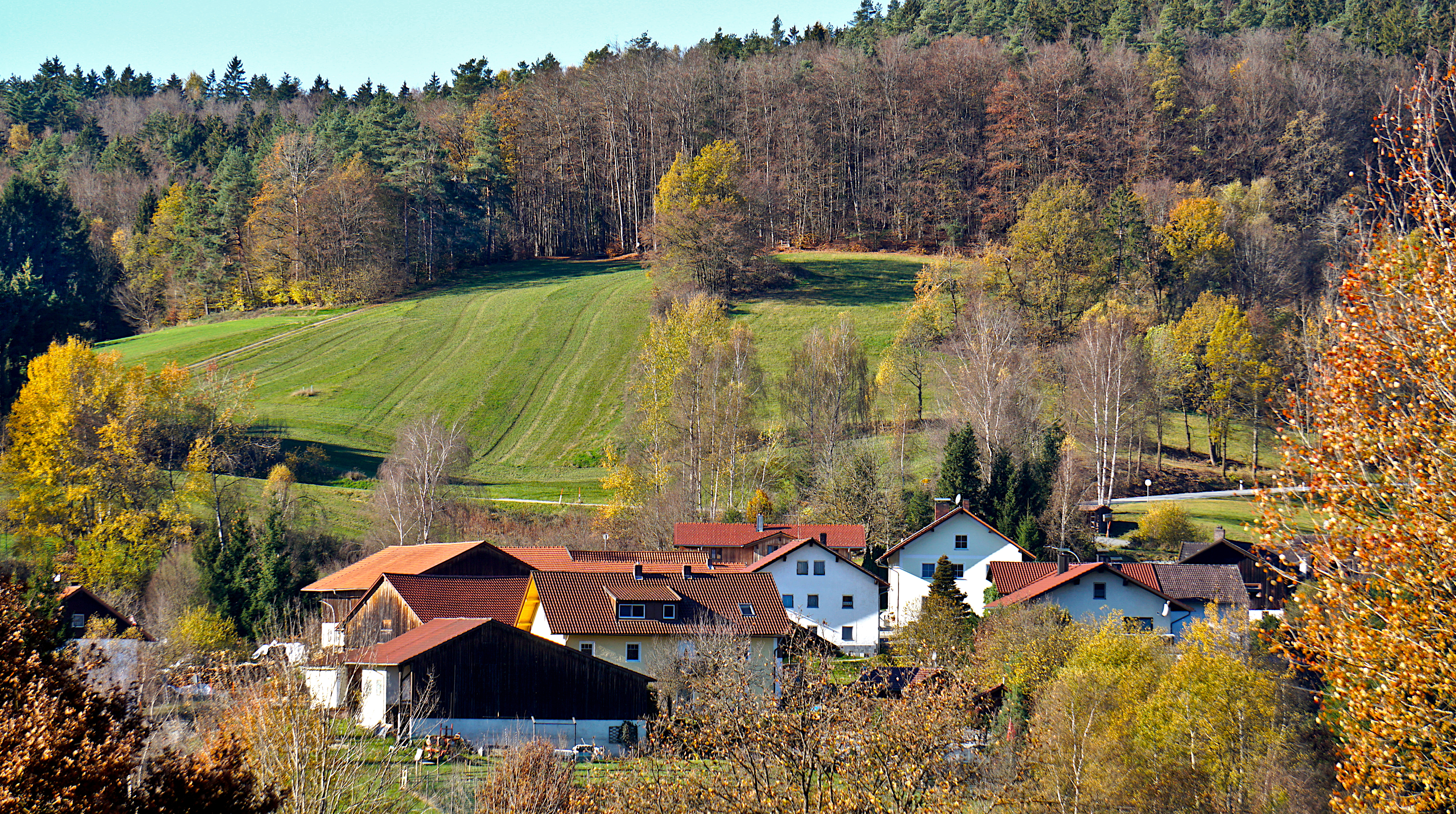
Ortsteil Eggenreuth

Thurmansbang ist eine Gemeinde im niederbayerischen Landkreis Freyung-Grafenau, der Sitz der Verwaltungsgemeinschaft Thurmansbang und ein staatlich anerkannter Luftkurort.

## Geografie

### Geografische Lage
Die Gemeinde liegt in der Region Donau-Wald im südlichen Bayerischen Wald, genauer im Dreiburgenland. Thurmansbang liegt rund 30 km nördlich von Passau, 18 km südwestlich von Grafenau, 22 km nordöstlich von Vilshofen an der Donau und 15 km von der Bundesautobahn 3 (Ausfahrt Garham) entfernt. Es bestehen sehr wenige Verbindungen mit öffentlichen Verkehrsmitteln.

### Nachbargemeinden
- Tittling (Landkreis Passau)
- Fürstenstein (Landkreis Passau)
- Eging am See (Landkreis Passau)
- Außernzell (Landkreis Deggendorf)
- Zenting
- Saldenburg
- Schönberg
- Innernzell

### Gemeindegliederung
Es gibt 35 Gemeindeteile (in Klammern ist der Siedlungstyp angegeben):
- Altfaltern (Dorf)
- Ebenreuth (Dorf)
- Edlau (Weiler)
- Eggenreuth (Dorf)
- Eizersdorf (Dorf)
- Erlau (Einöde)
- Gingharting (Dorf)
- Gschwendt (Einöde)
- Haidreuth (Einöde)
- Haundorf (Weiler)
- Kneisting (Dorf)
- Köhlberg (Einöde)
- Kritzenberg (Einöde)
- Lindau (Dorf)
- Lindberg (Weiler)
- Loderhof (Dorf)
- Loh (Dorf)
- Lohaus (Einöde)
- Mühlberg (Weiler)
- Oisching (Weiler)
- Rabenstein (Dorf)
- Rettenbach (Dorf)
- Roitham (Weiler)
- Rottaumühle (Einöde)
- Schadham (Dorf)
- Scharten (Einöde mit Kirche)
- Schlinding (Dorf)
- Selinghof (Einöde)
- Solla (Dorf)
- Stieglreuth (Weiler)
- Stockwiesreuth (Einöde)
- Thannberg (Kirchdorf)
- Thurmansbang (Pfarrdorf)
- Traxenberg (Weiler)
- Wiesen (Weiler)

## Geschichte

### Frühe Geschichte
Dormannesbanc erscheint urkundlich erstmals 1180, als ein Heinrich de Dormannesbanc beim Kloster Aldersbach als Zeuge erschien. 1252 ging die Vogtei von den Ortenburgern an die Wittelsbacher über. Im Urbar von Niederbayern von Anfang des 14. Jahrhunderts wird Turinspach erwähnt. Es war der Sitz eines herzoglichen Richters. 1386 wird in einer Gerichtsurkunde von Winzer ein Andre Amtmann zu Turmanspankch genannt. Noch in der Mitte des 19. Jahrhunderts lautete die Schreibweise der Ortschaft Thurmansbank.
1429 wurde die Expositur und bereits 1476 die Pfarrei Thurmansbang errichtet. Maßgeblichen Anteil dabei hatten die Herren von Puchberg. Hartlieb von Puchberg verkaufte um 1456 einen Hof und ein Gut bei Eging, und seine Tochter Elisabeth, Besitzerin der Herrschaft Fürstenstein, beschenkte die neue Pfarrei mit einem Wald von etwa 100 Tagwerken.
Thurmansbang gehörte zum Rentamt Landshut und zum Landgericht Vilshofen des Kurfürstentums Bayern. Im Dreißigjährigen Krieg wurde die Kirche zerstört, 1683 erneuert. 1763 folgte eine weitere Erneuerung und Vergrößerung der Pfarrkirche St. Markus. 1855 zählte die Pfarrei 1910 Seelen. 1904 wurde die Kirche um zehn Meter nach Westen erweitert und dabei der Turm um ein Stockwerk erhöht.

### Eingemeindungen
Am 1. Januar 1972 kam im Rahmen der Gebietsreform in Bayern ein Teil der früheren Gemeinde Solla zu Thurmansbang.

### Einwohnerentwicklung
Zwischen 1988 und 2018 wuchs die Gemeinde von 2183 auf 2437 um 254 Einwohner bzw. um 11,6 %.
- 1961: 1580 Einwohner
- 1970: 1839 Einwohner
- 1987: 2159 Einwohner
- 1991: 2350 Einwohner
- 1995: 2331 Einwohner
- 2000: 2391 Einwohner
- 2005: 2448 Einwohner
- 2010: 2391 Einwohner
- 2015: 2361 Einwohner

## Politik

### Gemeinderat
Die Gemeinderatswahl 2020 ergab folgende Stimmenanteile und Sitzverteilung:
| Partei/Liste             | %     | Sitze |
| ------------------------ | ----- | ----- |
| CSU                      | 26,14 | 4     |
| Grüne/SPD                | 9,70  | 1     |
| Freie Wählergemeinschaft | 44,02 | 6     |
| Unabhängige Bürgerliste  | 20,15 | 3     |

### Bürgermeister
Berufsmäßiger Erster Bürgermeister ist Stefan Wagner (CSU). Er ist seit 12. Februar 2024 im Amt. Vorgänger war Martin Behringer (Freie Wählergemeinschaft), der 2023 für die Freien Wähler in den Bayerischen Landtag gewählt wurde.

### Wappen
|  | Blasonierung: „In Rot eine eintürmige silberne Kirche in Vorderansicht; rechts eine hinter der Kirche aufragende goldene Tanne.“ |
|  | |

## Kultur und Sehenswürdigkeiten

### Bauwerke
Die barocke Pfarrkirche St. Markus aus dem Jahr 1763 wurde 1904 verlängert. Der Turm stammt aus dem Mittelalter, er wurde 1910 um ein Stockwerk erhöht. Im Hochaltar befindet sich eine Figur des hl. Joachim. In der Kirche und an der Friedhofsmauer sind Grabdenkmäler von verschiedenen Saldenburger Herren und Pflegern erhalten.
Auf dem südsüdwestlich von Thurmansbang liegenden 622,6 m ü. NHN hohen Ochsenstiegl steht ein 25 m hoher hölzerner Aussichtsturm.

### Regelmäßige Veranstaltungen
Seit 1988 findet das Elefantentreffen, das weltweit älteste und größte Wintertreffen für Motorradfahrer, jährlich mit mehr als 5000 Besuchern aus ganz Europa am letzten Januarwochenende in Loh bei Solla in der Gemeinde Thurmansbang statt.
Alljährlich findet auch das "Blumenfest" in der ersten Augustwoche statt.

## Wirtschaft und Infrastruktur

### Wirtschaft einschließlich Land- und Forstwirtschaft
Es gab 2020 nach der amtlichen Statistik im produzierenden Gewerbe 153 und im Bereich Handel und Verkehr 139 sozialversicherungspflichtig Beschäftigte am Arbeitsort. In sonstigen Wirtschaftsbereichen waren am Arbeitsort 105 Personen sozialversicherungspflichtig beschäftigt. Sozialversicherungspflichtig Beschäftigte am Wohnort gab es insgesamt 1036. Im verarbeitenden Gewerbe gab es zwei Betriebe, im Bauhauptgewerbe vier Betriebe. Zudem bestanden im Jahr 2016 43 landwirtschaftliche Betriebe mit einer landwirtschaftlich genutzten Fläche von 641 Hektar, davon waren 141 Hektar Ackerfläche und 498 Hektar Dauergrünfläche.

### Weinbau
In Thurmannsbang gedeiht auf einer Kleinfläche der Baierwein, der bereits im 8. Jahrhundert in einer Urkunde erwähnt wurde. Damit liegt der Ort im zweitkleinsten Weinanbaugebiet Deutschlands, und dem kleinsten in Bayern.

### Bildung
Es gibt folgende Einrichtungen (Stand: 2018):
- 1 Kindertageseinrichtung mit 64 Plätzen und 63 Kindern
- 2 Volksschulen mit zusammen 9 Klassen, 11 Lehrkräften und 172 Schülern